# Christian Aspelin
Christian Henrik Thomas Aspelin i riksdagen kallad Aspelin i Fagersta, född 29 juli 1830 i Maria Magdalena församling, Stockholm, död 6 juli 1919 i Västanfors församling, Västmanlands län, var en svensk industriman och disponent. Hans farfar var tobaksfabrikören och sockerbruksägaren Thomas Andreas Aspelin.

## Biografi
Aspelin föddes i Stockholm som son till bruksägaren Thomas Aspelin och hans hustru Jeanna Persson. Han var elev vid Falu bergsskola 1855–1856, vid Ultuna 1858–1859 och övertog i början av 1860-talet fädernesbruket Fagersta som 1873 ombildades till aktiebolag med Aspelin som disponent till 1907.
Aspelin var fullmäktig i Järnkontoret 1897–1907, han erhöll dess stora guldmedalj 1897 och var i riksdagen ledamot av andra kammaren för Västmanlands läns norra domsagas valkrets 1879–1881. Under Aspelins ledning utvecklades Fagersta bruk från ett vanligt stångjärnsbruk till ett tidsenligt järnverk med ånghammare, med tillverkning av sågblad, fjädrar och ståltrådslinor. Från 1890-talet tillverkade man även valsade ståltuber, velociped- och kalldragna ångpannerör med mera. Han införde även Martinmetoden vid bruket.
Aspelin bidrog till den svenska järnhanteringens allmänna utveckling och förskaffade brukets varumärke, liljestämpeln, rykte om hög och pålitlig kvalitet i hela världen, och bruket erövrade en rad priser på flera världsutställningar.

## Utmärkelser
- 23 september 1897: Kommendör med stora korset av Vasaorden[8]
- 1867: Riddare av Nordstjärneorden[9]
- 1915 (senast): Kommendör av första klassen av Spanska Isabella den katolskas orden[8]
- 1915 (senast): Kommendör av Österrikiska Frans Josefsorden[8]